# Richard Carter Automobile Company
Richard Carter Automobile Company war ein US-amerikanischer Hersteller von Automobilen.

## Unternehmensgeschichte
A. Richard Carter gründete 1920 das Unternehmen in Gulfport in Mississippi. Laut einer Pressemeldung sollte die Produktion am 1. Dezember 1920 beginnen. Der Markenname lautete Carter. 1921 endete die Produktion. Insgesamt entstanden zwischen 3 und 25 Fahrzeuge.
Es gab keine Verbindungen zur Michigan Automobile Company und zur Washington Motor Car Company, die den gleichen Markennamen verwendeten.

## Fahrzeuge
Carter stellte Dampfwagen her. Die Dampfmotoren hatten zwei Zylinder. Die Fahrzeuge waren als offene Tourenwagen karosseriert. Sie boten Platz für fünf Personen. Der Neupreis betrug 2350 US-Dollar.